# 松井丈
松井丈（まつい じょう、1974年2月9日 - ）は、東京都世田谷区出身のプロゴルファーで、日本初のプロスピードゴルファーでもある。また日本プロゴルフ協会A級ティーチングプロでもある。現在は、高橋元太郎始め俳優／タレントが所属するアネモイエンタテインメントがマネジメントを行っている。

## 経歴
東京都世田谷区出身。叔父である松井功を師事し、栃木県の烏山城CCで修業を始める。次いで、千葉県の森永高滝CCで修業の後、2004年に日本プロゴルフ協会のティーチングプロライセンスを取得。
2005年より、渋谷区代々木のレッスン施設「ツーサムゴルフスタジオ」主宰として、本格的なレッスン活動開始。これまでに3000名を超えるアマチュアにマンツーマンで指導し、40000回以上のレッスンを行う。
2014年1月、友人の勧めで第1回「日本スピードゴルフ選手権」に出場、優勝し初代日本王者となる。
その後、同大会に出場し現在、6連覇中。日本のスピードゴルフスコアの記録保持者（SGS：119:19）。
世界選手権では、2014年に7位入るが、その後はそれを上回る成績はない。
2019年の全米選手権では3位に入り、2019年の「SpeedGolf World Rankings 2019」では世界ランク７位となる。
2016年より、日本プロゴルフ協会、東京地区代議員に選出され、2018年より、事業企画及びジュニア委員にも選出されている、執行部の業務にも携わっている。

## 出演
テレビ番組
- TBS「サンデーモーニング」
- BSフジ「スピードゴルフ2019」
- BS-TBS「「裸のアスリートⅡ」特集【スピードゴルフファー松井丈の挑戦！】（2020年2月15日放送）
- NTV「笑神様は突然に…」(2020年4月23日放送）

雑誌他
- 「週刊パーゴルフ」
- 「ALBA TROS-VIEW」
- 「FP【Go!Gol】」
- 「小倉優子「目指せ！シングル実践ラウンド編」アドバイザー/講談社
- 「真っ直ぐ飛ぶ！飛距離が伸びる！ゴルフヨガメソッド」監修

WEB
- YouTube「CDO公式動画チャンネル」